# Болов, Руслан Хасинович
Русла́н Хаси́нович Бо́лов (род. 7 мая 1994, Нальчик) — российский футболист, нападающий казахстанского клуба «Жетысу». Мастер спорта России.

## Карьера

### Клубная
Родился в Нальчике. Начал заниматься футболом в пятилетнем возрасте в местной школе под руководством Гии Георгиевича Лобжанидзе. С 2010 года выступал за молодёжную команду нальчикского «Спартака». 17 июля 2011 года, в игре кубка России с владимирским «Торпедо» (0:3) дебютировал в основной команде. Зимой 2012 года Сергеем Ташуевым был приглашён на сбор первой команды. В товарищеских матчах отметился несколькими забитыми мячами. 18 марта, в выездном поединке с самарскими «Крыльями Советов» (0:1) дебютировал за «Спартак» в премьер-лиге. Вышел на поле на 69 минуте игры, заменив Магомеда Митришева. 13 мая в игре с «Краснодаром» (3:3) забил свой первый гол за «Спартак-Нальчик» на 14 минуте встречи. Всего в составе нальчан Болов провёл 27 встреч, в которых трижды отличился голами.
27 июня 2013 года заключил контракт с клубом премьер-лиги «Краснодар». Соглашение было рассчитано на три года с возможностью дальнейшего продления ещё на один сезон. 9 июля 2013 года был включён в заявку второй команды краснодарского клуба для выступления во Первенстве ПФЛ.
12 февраля 2014 года на правах аренды вернулся в «Спартак-Нальчик». Соглашение было рассчитано на полтора года. После снятия нальчан с розыгрыша первенства ФНЛ также на правах аренды пополнил ряды «Волгаря». В июне 2016 был арендован воронежским «Факелом».
В июне 2017 года был взят в аренду курским «Авангардом». 1 июля 2018 на правах свободного агента подписал контракт с подмосковными «Химками». 17 марта 2019 года расторг контракт и перешёл в белорусский «Гомель».

### В сборной
В 2010 году провёл несколько встреч в составе юношеской сборной России (до 17 лет), в которых забил два гола.
С 2012 до 2014 года выступал в составе юношеской команды (до 19 лет). В январе 2013 года в составе молодёжной сборной России стал победителем Кубка Содружества. В феврале 2014 года стал серебряным призёром кубка Содружества, уступив с командой в финале сверстникам из сборной команды Украины со счётом 0:4.

## Достижения
- Обладатель Кубка Содружества: 2013[13].
- Серебряный призёр Кубка Содружества: 2014[14].
- Лучший бомбардир Кубка Содружества
- Обладатель(Кубок Содружества 2016)
- Бронзовый призёр первенства ФНЛ: 2012/13.

«Авангард» (Курск)
- Финалист Кубка России (1): 2017/2018
- Лучший Бомбардир 1 лиги Казахстана 2022[Окжетпес]
- Лучший нападающий 1 лиги Казахстана 2022 [Окжетпес]
- Лучший игрок чемпионата 1 лиги Казахстана 2022 [Окжетпес]

## Статистика выступлений
| Команда             | Сезон            | Чемпионат        | Чемпионат | Чемпионат | Кубок | Кубок | Прочее | Прочее | Итого | Итого |
| Команда             | Сезон            | Уров.            | Игры      | Голы      | Игры  | Голы  | Игры   | Голы   | Игры  | Голы  |
| ------------------- | ---------------- | ---------------- | --------- | --------- | ----- | ----- | ------ | ------ | ----- | ----- |
| Спартак-Нальчик     | 2011/12          | I                | 8         | 1         | 1     | 0     | 0      | 0      | 9     | 1     |
| Спартак-Нальчик     | 2012/13          | II               | 16        | 1         | 2     | 1     | 0      | 0      | 18    | 2     |
| Спартак-Нальчик     | Итого            | Итого            | 24        | 2         | 3     | 1     | 0      | 0      | 27    | 3     |
| Краснодар           | 2013/14          | I                | 0         | 0         | 1     | 0     | 0      | 0      | 1     | 0     |
| Краснодар           | Итого            | Итого            | 0         | 0         | 1     | 0     | 0      | 0      | 1     | 0     |
| Краснодар-2         | 2013/14          | III              | 10        | 2         | 0     | 0     | 0      | 0      | 10    | 2     |
| Краснодар-2         | Итого            | Итого            | 10        | 2         | 0     | 0     | 0      | 0      | 10    | 2     |
| Спартак-Нальчик     | 2013/14          | II               | 11        | 2         | 0     | 0     | 0      | 0      | 11    | 2     |
| Спартак-Нальчик     | Итого            | Итого            | 11        | 2         | 0     | 0     | 0      | 0      | 11    | 2     |
| Волгарь (Астрахань) | 2014/15          | II               | 24        | 2         | 1     | 0     | 0      | 0      | 25    | 2     |
| Волгарь (Астрахань) | 2015/16          | II               | 21        | 3         | 1     | 1     | 1      | 0      | 23    | 4     |
| Волгарь (Астрахань) | Итого            | Итого            | 45        | 5         | 2     | 1     | 1      | 0      | 48    | 6     |
| Факел (Воронеж)     | 2016/17          | II               | 32        | 2         | 2     | 0     | 0      | 0      | 34    | 2     |
| Факел (Воронеж)     | Итого            | Итого            | 32        | 2         | 2     | 0     | 0      | 0      | 34    | 2     |
| Авангард (Курск)    | 2017/18          | II               | 20        | 1         | 2     | 0     | 0      | 0      | 19    | 1     |
| Авангард (Курск)    | Итого            | Итого            | 20        | 1         | 2     | 0     | 0      | 0      | 21    | 1     |
| Окжетпес            | 2021/22          | I                | 25        | 24        | 0     | 0     | 0      | 0      | 25    | 24    |
| Окжетпес            | Итого            | Итого            | 25        | 24        | 0     | 0     | 0      | 0      | 25    | 24    |
| Всего за карьеру    | Всего за карьеру | Всего за карьеру | 167       | 38        | 10    | 2     | 1      | 0      | 177   | 40    |

Источники: rfpl.org, sportbox.ru.